# Daniel Gormally
Daniel Gormally, noto anche come Danny Gormally (South Shields, 4 maggio 1976), è uno scacchista britannico.
Ha ottenuto il titolo di Maestro internazionale nel 1997 e di Grande maestro nel 2005.

## Principali risultati
Nel 1998 è stato pari primo nella Politiken Cup e nel 2003 ha vinto la sezione Challengers del 78º torneo di Hastings.
Nel settembre 2006 è stato =2°-4° a nel campionato europeo individuale di Liverpool. Nel novembre 2006 è stato pari primo nel campionato britannico rapid.
Nel 2015 è stato =2° con David Howell e Nicholas Pert nel campionato britannico (vinto da Jonathan Hawkins).
Ha ottenuto il suo più alto rating FIDE in gennaio 2006, con 2573 punti Elo.